# サイゼリヤのまちがいさがし
サイゼリヤのまちがいさがしは、サイゼリヤが2005年からメニュー表に掲載している間違い探し、及び歴代のそれを一冊にまとめて2018年7月13日に発売した書籍である。

## 概要
サイゼリヤは創業以来、イタリアの「子どもも大人と同じものを食べ、味を覚える」という習慣に倣い、キッズメニューを用意していなかったが、2000年代以降に多店舗展開が始まり、サイゼリヤはロードサイドへの出店も拡大するようになる。その中心となる客はファミリー層だったことからファミリーレストランとしてのニーズが高まり、キッズメニューが誕生した。しかし、当時のキッズメニューは「子どもにも本物の味を食べてほしい」という願いから、当時は珍しかったモッツァレラチーズやペコリーノチーズ、モルタデッラが使われるなどかなり異色なものだった。このキッズメニューは案の定、手間とコストがかかる割には売り上げが伸びなかったため、しばらくしてハンバーグを中心としたメニューに変更することとなった。その際に新たなメニュー表が必要となった。
新たなメニュー表では、食材への思いや食育につながる知識などを表紙に込めて伝えることに加え、楽しめる要素も盛り込むこととなり、当時商品企画部長だった堀埜一成を中心に企画した。こうして2005年に、間違い探しを採用したキッズメニュー表が誕生した。
間違い探しの題材は「サイゼリヤのイタリア食材」「おいしいごはんができるまで」「おいしいやさいが届くまで」など、食育を強く意識したものとなっている。
誕生以降人気を集め、「毎回楽しみにしている」という声が寄せられるようになったが、「料理を食べ終わっても間違いが見つからない！」というクレームが寄せられたことで、2007年12月版で一時休止した。その後、発案者である堀埜一成が社長に就任したことを機に、2012年12月版から再開した。
2023年、キッズメニューがグランドメニューと統合したことによって間違い探しは一時的に休止となった。その後、「サイゼリヤの『おいしさ』のハナシ」というタイトルの冊子の裏に掲載される形で復活した。

## 反響
この間違い探しは非常に難易度が高く、「レベル高すぎて40分くらい格闘しましたが、残り1個がどうしても見つけられません」「子供向けだとなめてました」「最後の1個がどうしても見つからない」「大人二人がかりでも全問分からない」などと、インターネット上で話題になった。一方で、間違い探しを制作しているサイゼリヤによれば、見つけやすいネタを7、8個、残りは少し難しいネタを入れており、設問が決まった後に社内検証し、大人が15分で解けるレベルを想定しているという。
また、サイゼリヤではより難易度の高い間違い探しを求める客に向けて、「超難解！大人の間違い探し」を店舗レジ前に用意している。
音楽家の平沢進はサイゼリヤの間違い探しを愛好しており、自身のTwitter上の投稿で「私がサイゼに行く3つの条件。」の一つとして「新作の間違い探し絵」を挙げた他、「サイゼの間違い探しは難易度が高い。それは信頼のタグを首から下げた権威や、博識と書かれたTシャツを着た著名人が貴方にどんな嘘をつき、どのように侮蔑しているかを見つけるより難しい。」としている。

## 書籍化
2018年7月9日、サイゼリヤは過去にキッズ用メニューに掲載した間違い探しをまとめた書籍「サイゼリヤのまちがいさがし」を同年7月13日に発売すると発表した。
- サイゼリヤ『サイゼリヤのまちがいさがし』（2018年7月13日、新星出版社、ISBN 978-4-405-07272-5）